# Xinhua (socken i Kina, Hunan, lat 29,03, long 112,38)
Xinhua (kinesiska: 新华, 新华乡) är en socken i Kina. Den ligger i provinsen Hunan, i den södra delen av landet, omkring 110 kilometer nordväst om provinshuvudstaden Changsha. Antalet invånare är 9502. Befolkningen består av 4 544 kvinnor och 4 958 män. Barn under 15 år utgör 24,0 %, vuxna 15-64 år 67 %, och äldre över 65 år 8,0 %.
Genomsnittlig årsnederbörd är 1 680 millimeter. Den regnigaste månaden är maj, med i genomsnitt 312 mm nederbörd, och den torraste är december, med 46 mm nederbörd.